# Río Liard
El río Liard (del inglés: Liard River) es un importante río de Canadá, el principal afluente del río Mackenzie que discurre a través de la provincia de la Columbia Británica y los territorios del Yukón y los Territorios del Noroeste. 
Tiene una longitud de 1115 km y drena una amplia cuenca de 277 100 km² (mayor que países como Nueva Zelanda o Gabón), en su mayoría de bosque boreal y muskeg, una mezcla de turba con algunos árboles.

## Historia

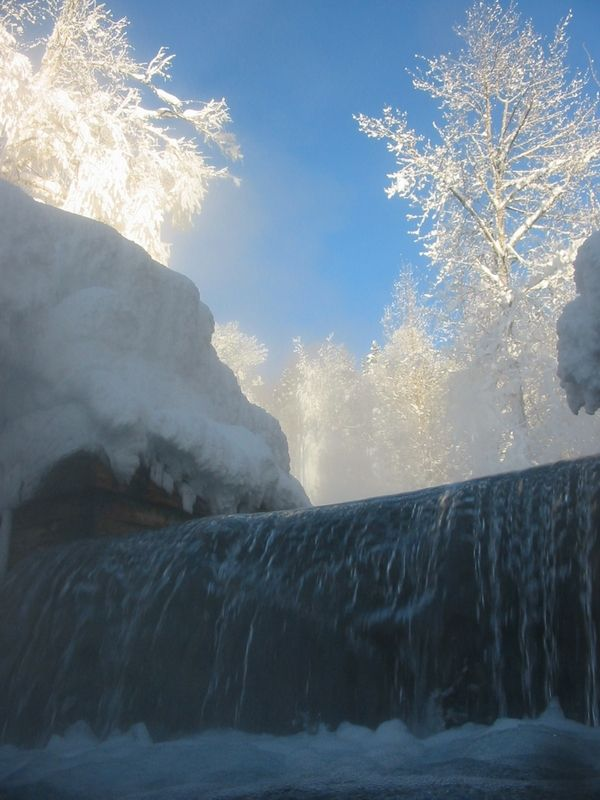
El Liard en Hot Springs Provincial Park (Columbia Británica)

El origen del nombre del río deriva de liards, un término francés que empleaban los canadienses como nombre común de un tipo de álamos que crecen a lo largo del curso del río.
El primer europeo en recorrer la mayor parte del río fue John McLeod, de la Compañía de la Bahía de Hudson. Partiendo de Fort Simpson el 28 de junio de 1831, McLeod y otras ocho personas remontaron el río, alcanzando y dando nombre al río Dease en unas seis semanas. Cuatro días más tarde, alcanzaron el río Frances y lo ascendieron por error, pensando que era el curso principal del Liard. Nueve años más tarde, otro empleado de la Compañía de la Bahía de Hudson, Robert Campbell, viajó al nacimiento del Liard en la cordillera de Saint Cyr. A Campbell le dieron órdenes de continuar las exploraciones de McLeod de 1831 a lo largo de la cabecera norte del sistema Liard. En 1840 llegó hasta el lago Frances (Yukón), al que dio el nombre en honor a Frances Ramsay Simpson, esposa del entonces gobernador de la Compañía de la Bahía de Hudson.

## Geografía
El río Liard nace en la cordillera de Saint Cyr, en las montañas Pelly, al sudeste del territorio del Yukón. Discurriendo en dirección preferentemente sudeste por la provincia de la Columbia Británica, marcando el final de la sección norte de las montañas Rocallosas; luego gira hacia el nordeste, volviendo a Yukón y finaliza su curso en los Territorios del Noroeste, a la altura de Fort Simpson, desembocando por la margen izquierda en el río Mackenzie.

### Afluentes
Los principales tributarios del Liard, desde la fuente a la desembocadura, son los siguientes:
- río Frances;
- río Dease, con una longitud de 265 km;
- río Kechika, con una longitud de 230 km y una cuenca de 2700 km²;
- río Fort Nelson, con una longitud de 517 km (hasta la fuente del río Sikanni Chief) y una cuenca de 55 900 km²;
- río Kotaneelee;
- río Petitot, con una longitud de 404 km y una cuenca de 23 300 km²;
- río Muskeg;
- río South Nahanni, con una longitud de 563 km y una cuenca de 36 300 km².

### Comunidades
Desde el nacimiento hasta su desembocadura, las principales comunidades que atraviesa el río son:
- Upper Liard y Watson Lake (Yukón);
- Lower Post y Liard River (Columbia Británica);
- Fort Liard y Fort Simpson (Territorios del Noroeste).

## Ecología
Los hábitats del río son una subdivisión de la Lower Mackenzie Freshwater Ecoregion (Ecorregión de agua dulce del Bajo Mackenzie). El área en torno al río en Yukón es conocida como el Liard River Valley (valle del río Liard), y la autopista Alaska sigue el río en parte de su ruta. Esta área circundante también se la conoce como la Liard Plain (llanura Liard) y es una sección fisiográfica de la provincia de Yukon-Tanana Uplands, que a su vez es parte de la división fisiográfica de las Mesetas Intermontane.
El río Liard es un área de paso para el wood bison (una subespecie del bisonte americano) del parque nacional Nahanni.